# Agbodji
Agbodji è un arrondissement del Benin situato nella città di Bopa (dipartimento di Mono) con 9.376 abitanti (dato 2006).